# Електронне захоплення

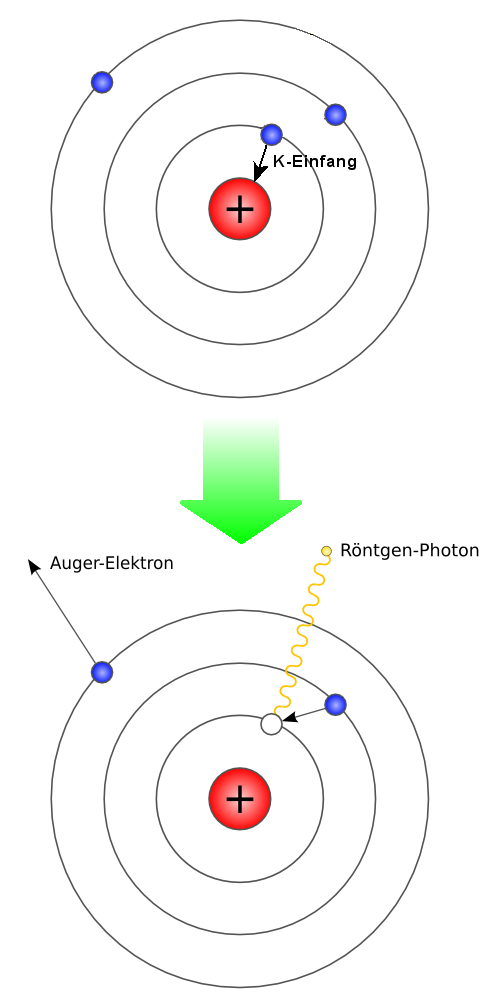
Ілюстрація двох фаз електронного захоплення

Електро́нне захо́плення (захо́плення електро́на) — ядерна реакція, під час якої один із протонів ядра об'єднується з електроном внутрішньої оболонки атома, утворюючи нейтрон. Ця реакція супроводжується випромінюванням нейтрино для збереження лептонного заряду. 
Абстрактна схема реакції:  

p + 
e−
 → 
n + 
ν
e
Однак ця схема є тільки абстрактною, оскільки в реакції беруть участь інші нуклони ядра, між вільними протонами й електронами вона не відбувається.
Електронне захоплення можливе для певного набору ізотопів, багатих протонами і бідних нейтронами. Внаслідок цієї реакції зарядове число зменшується на 1, й утворюється ізотоп іншого хімічного елемента. Наприклад
26Al+ 
e−
 → 26Mg + 
ν
e.
Ядро нового елемента може перебувати в збудженому стані, і з ним можуть надалі відбуватися інші перетворення: наприклад, випромінювання гамма-кванта з переходом в основний стан. Електронна система атома при захопленні завжди переходить у збуджений стан, оскільки їй бракує одного електрона на внутрішній оболонці. Надалі вона релаксує в основний стан: електрон із зовнішньої оболонки заповнює вільний рівень на внутрішній оболонці, здебільшого, з випромінюванням кванта рентгенівського випромінювання. Можливий також Оже-процес із передачею енергії іншому електрону, який залишає атом.

## Історія
Теоретично можливість електронного захоплення розглянув Джан-Карло Вік у роботі 1934 року, потім теорію доповнювали Хідекі Юкава та інші. Експериментально захоплення K-електрона уперше спостерігав Луїс Альварес на ядрі ванадію-49. Альварес продовжив експерименти з електронним захопленням на ядрі галію-67 та інших. 

## Приклади
До нуклідів, для яких відомі реакції електронного захоплення, належать:
| Радіоізотоп | Півперіод       |
| ----------- | --------------- |
| 7Be         | 53,28 доби      |
| 37Ar        | 35,0 діб        |
| 41Ca        | 1,03× 105 років |
| 44Ti        | 52 роки         |
| 49V         | 337 діб         |
| 51Cr        | 27,7 доби       |
| 53Mn        | 3,7× 106 років  |
| 55Fe        | 2,6 року        |
| 57Co        | 271,8 діб       |
| 56Ni        | 6,10 доби       |
| 67Ga        | 3,260 доби      |
| 68Ge        | 270,8 доби      |
| 72Se        | 8,5 доби        |